# Filandari
Filandari est une commune italienne de la province de Vibo Valentia dans la région Calabre en Italie.

## Administration
| Période                                  | Période | Identité | Étiquette | Qualité |
| ---------------------------------------- | ------- | -------- | --------- | ------- |
|                                          |         |          |           |         |
| Les données manquantes sont à compléter. |         |          |           |         |

### Communes limitrophes
Cessaniti, Jonadi, Rombiolo, San Calogero, Vibo Valentia

## Personnalités nées à Filandari
- Oreste Moricca
- Valeria Sabel